# Carlo Antonio Rambaldi
Carlo Antonio Rambaldi, né le 4 novembre 1680 à Bologne et mort le 16 octobre 1717 dans la même ville, est un peintre et graveur baroque italien des XVIIe et XVIIIe siècles actif à Bologne.

## Biographie
Né à Bologne en 1680, Carlo Antonio Rambaldi a étudié sous Domenico Maria Viani et s'est spécialisé dans la peinture de figures.
Outre Bologne, Rambaldi œuvre aussi à Macerata, Rome et Turin. À Bologne, il peint le sacristie de la basilique San Petronio. À Plaisance, il est fait chevalier pour y avoir été très prolifique.
Lors de son trajet de retour vers Bologne avec sa femme en 1717, Rambaldi se noie et meurt, âgé de 36 ans.

## Œuvres

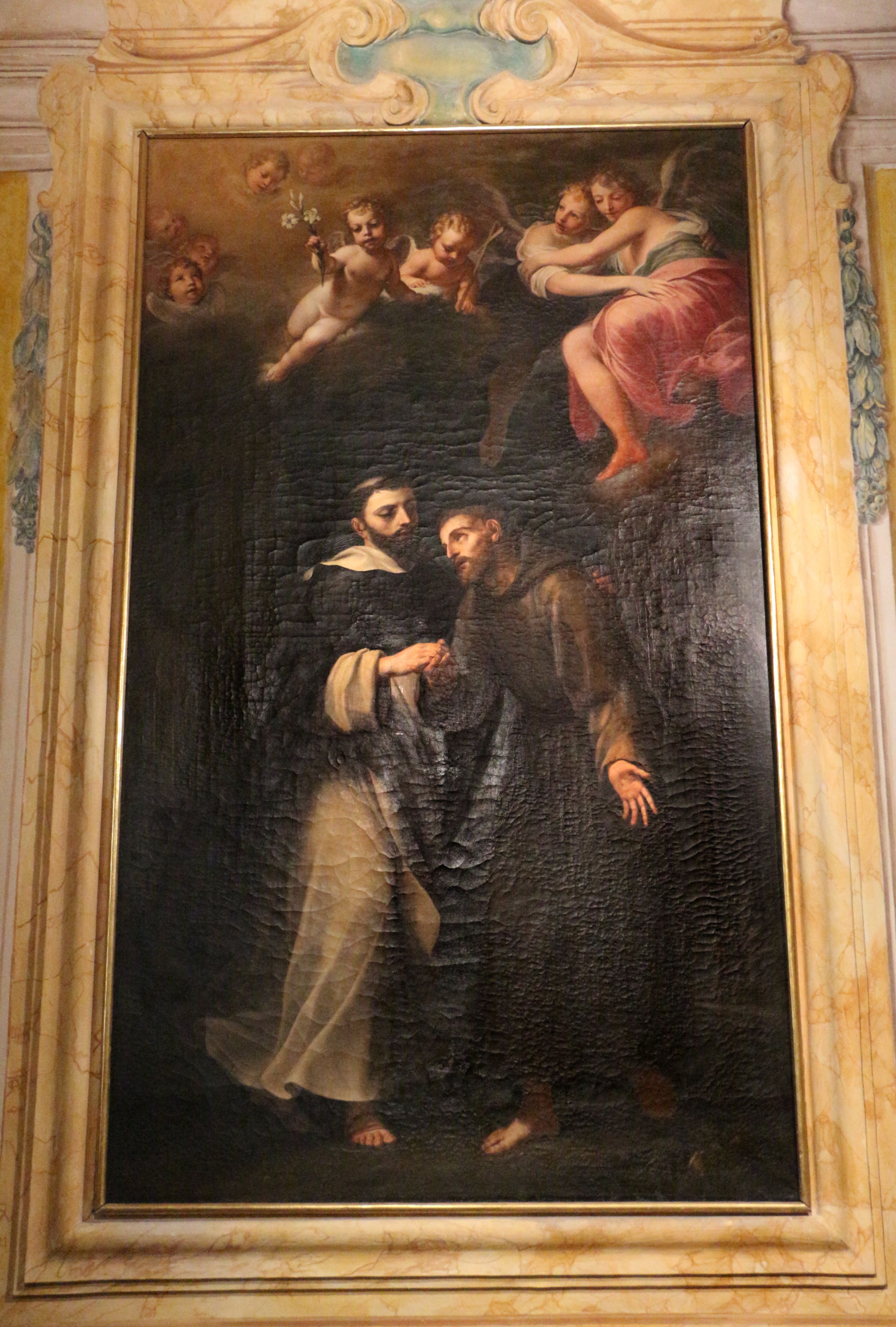
San Domenico e San Francescoca. 1706.

Liste non-exhaustive de ses œuvres :
- la Mort de saint Joseph, église Santi Gregorio e Siro (en)
- Visitation de la Vierge Marie, église San Giuseppe Sposo (en)
- Saint François Xavier, église Santa Lucia (en).
- San Domenico e San Francesco, huile sur toile, vers 1706, Musées civiques du Palais Buonaccorsi.